# 제38군 (일본군)
제38군 (제38軍 다이 산쥬하치군[*]), 옛 인도차이나 주둔군(印度支那駐屯軍 인도시나 쥬톤군[*])은 일본 제국 육군의 군이다. 통칭호는 信 신[*].

## 역사
프랑스령 인도차이나 침공에서 승리한 뒤, 점령군으로서 1942년 11월 9일에 사이공에 본부를 두는 인도차이나 주둔군이 편성되고, 남지나 방면군의 전투서열에 편입되었다.
1944년 11월 12일에 육군부는 연합군이 프랑스령 인도차이나를 탈환할 가능성을 보고, 12월 11일에 인도차이나 주둔군을 제38군으로 재편성하고 하노이로 본부를 옮겼다.
1945년 3월, 메이고 작전에 참전하였다. 8월 15일, 일왕의 항복 선언에 따라 하노이에서 연합군에 항복하였다.

## 구조

### 간부
| # | 성명                   | 취임일           | 이임일    |
| - | ---------------------- | ---------------- | --------- |
| 1 | 중장 마치지리 가즈모토 | 1942년 11월 10일 |           |
| 2 | 중장 쓰치하시 유이쓰   | 1944년 11월 22일 | 12월 20일 |

| # | 성명                 | 취임일           | 이임일 |
| - | -------------------- | ---------------- | ------ |
| 1 | 중장 쓰치하시 유이쓰 | 1944년 12월 20일 | 종전   |

| # | 성명                 | 취임일          | 이임일           |
| - | -------------------- | --------------- | ---------------- |
| 1 | 소장 가와무라 사부로 | 1942년 12월 5일 | 1944년 12월 20일 |

| # | 성명                 | 취임일           | 이임일 |
| - | -------------------- | ---------------- | ------ |
| 1 | 소좌 가와무라 사부로 | 1944년 12월 20일 | ?      |
| 1 | 대좌 유키미치 조지   | 1945년 6월 2일   | 종전   |

- 고급참모 : 대좌 하야시 히데즈미
  - 작전참모 : 중좌 사카이 간조
  - 후방참모 : 중좌 이노우에 다케오
- 고급부관 : 대위 인도 巳来男

### 부대
| - 제2사단 - 제21사단 - 제37사단 - 제55사단 - 독립혼성 제34여단 남방군 지원부대 - 남방군 제1헌병대 : 대좌 가스가 가오루 - 남방군 통신대사령부 - 제5통신대 - 통신교육대 - 남방군 측량본부 - 제1측량대 - 제11야전우편대 | 직할부대 - 독립 야전 고사포 제62중대 - 독립 자동차 제34중대 - 병참 자동차 제186중대 - 특설 자동차 제36중대 - 특설 자동차 제39중대 - 특설 자동차 제40중대 - 건축근무 제49중대 의료부대 - 남방 제2육군병원 : 군의대좌 하야시 신가쿠 - 남방 제4육군병원 : 군의대좌 나카야마 마사유키 - 제149병참병원 : 군의중좌 나카오 겐조 - 제33야전방역급수부 - 환자 수송 제96소대 보급창 - 병참병마창 : 수의중좌 가와베 요시이사 - 군마방역창 : 수의소좌 니노미야 마사아키 - 야전 병기창 : 대좌 야마가 우노스케 - 야전 자동차창 : 소장 마치다 유 - 야전 화물창 : 주계중좌 마쓰라 노리타케 |

## 참고 자료
- 秦郁彦 (2005). 《日本陸海軍総合事典》 (일본어) 2판. 도쿄 대학 출판회.
- 外山操 (1987).  森松俊夫, 편집. 《帝国陸軍編制総覧》 (일본어). 芙蓉書房出版.